# Volkswagen Amarok

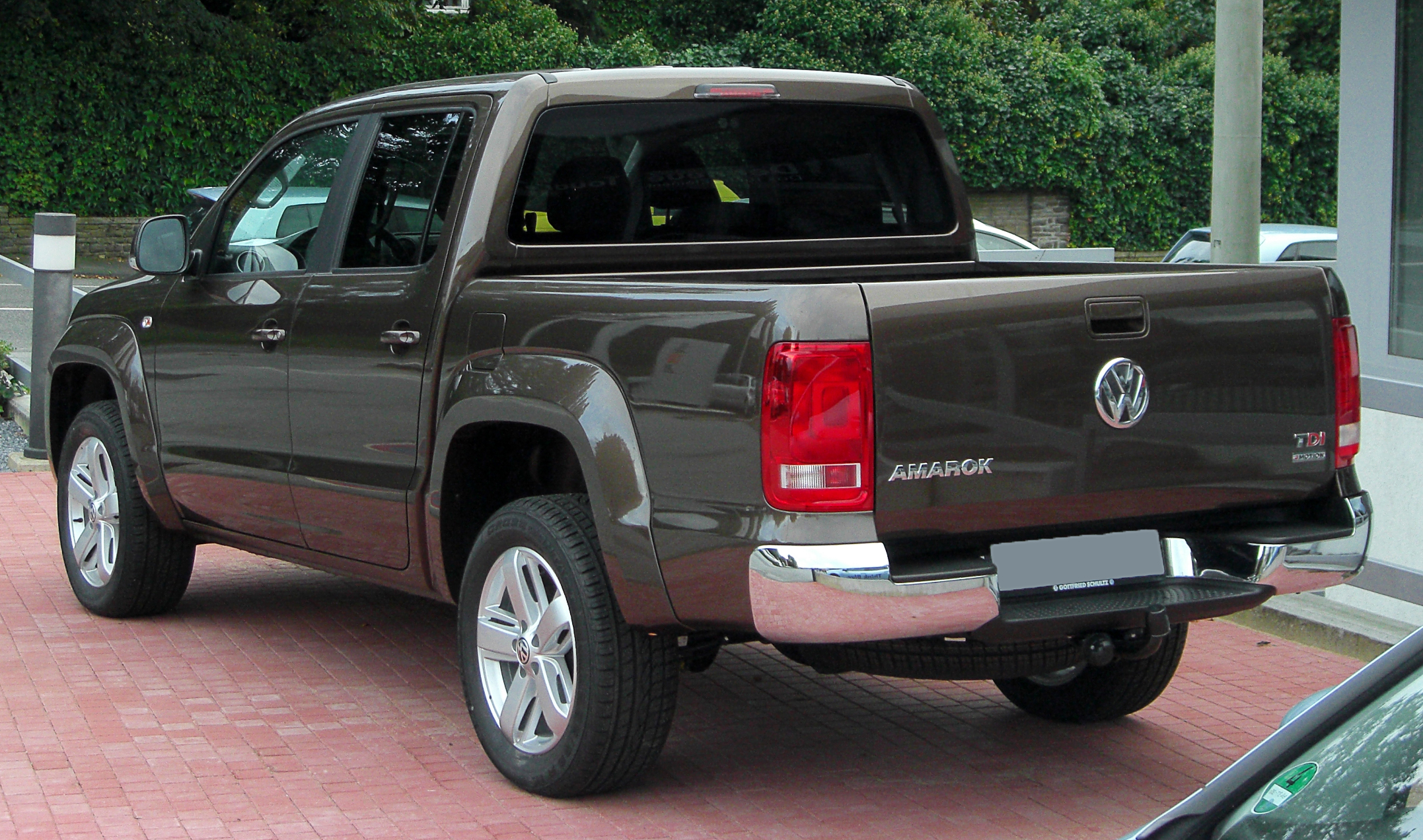
Volkswagen Amarok zezadu

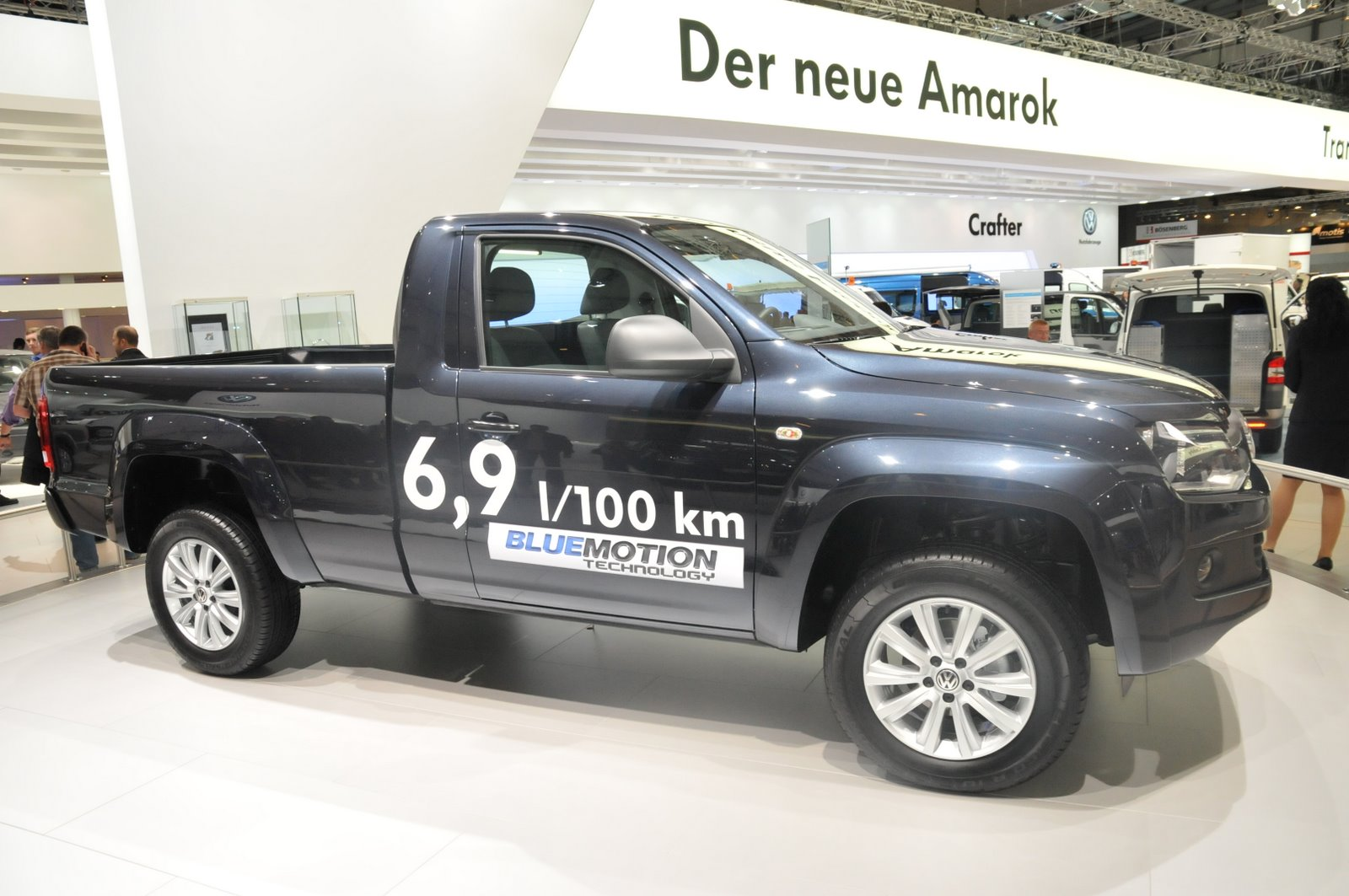
Volkswagen Amarok Single Cab

Volkswagen Amarok je pick-up, který od roku 2009 vyrábí Volkswagen Nutzfahrzeuge (VWN). Modelová linie Amarok sestává z kabiny single cab nebo double cab, v kombinaci se zadním náhonem nebo pohonem všech kol 4motion, přičemž ho pohánějí naftové motory Turbocharged Direct Injection (TDI). Amarok je považován za konkurenta pick-upů Toyota Hilux, Nissan Navara či Mitsubishi L200.

## Historie
- V roce 2005 Volkswagen Nutzfahrzeuge oznámilo svůj záměr postavit Robust Pick-Up a rodinu off-řadových vozidel.[1]

- V roce 2007 populární automobilová webstránka WorldCarFans.com publikovala první fotografie zachycené RoAnSa Carspy Photography na nichž je zachycen hybrid konceptu Volkswagenu Robust Pick-Up s karoserií Toyoty Hilux a rámem vyvinutým Volkswagenem.[2]

- V březnu 2008 známý automobilový špionážní fotograf Hans Lehmann zachytil první fotografie Robust Pick-Upu s karoserií, kterou vyvinul Volkswagen a kterou navrhl Walter de Silva.[3]

- V listopadu 2010 získal Amarok 4 hvězdičky od Euro NCAP za standardní nárazovou proceduru 2010/2011.[4]

- V únoru 2011 získal Amarok 5 hvězdiček od ANCAP - Australasian New Car Assessment Program.[5]
- V roce 2016 proběhl facelift. Byl zmodernizován interier a vůz byl nově osazen pouze motory 3.0 TDI V6 o výkonu 120, 150, 165 a později 190kw.

## Motory
Amarok byl do roku 2016 poháněn řadou naftových motorů Turbocharged Direct Injection (TDI) se vstřikováním common rail a jedním benzínovým motorem FSI. Od roku 2016 byly motory 2.0 nahrazeny motory 3.0 TDI (120-190kw).
Od června 2018 se dvě nejvyšší verze výbavy dodávají také s motory o výkonu 190kW.

### Technické údaje
| Model              | Roky výroby | Motor  | Zdvihový objem | Výkon                                    | Točivý moment                 |
| ------------------ | ----------- | ------ | -------------- | ---------------------------------------- | ----------------------------- |
| 2,0 TSI            | 2011-2016   | R4 16V | 1984 cm³       | 118 kW / 160 koní při 3800-5500 ot / min | 300 Nm při 1600-3750 ot / min |
| 2,0 TDI (CR) DPF   | 2010-2011   | R4 16V | 1968 cm³       | 90 kW / 122 koní při 3750 ot / min       | 340 Nm @ 1750-2250 ot / min   |
| 2,0 TDI (CR) DPF   | 2012-2016   | R4 16V | 1968 cm³       | 103 kW / 140 koní při 3750 ot / min      | 340 Nm při 1750-2250 ot / min |
| 2.0 BiTDI (CR) DPF | 2010-2016   | R4 16V | 1968 cm³       | 120 kW / 163 koní při 4000 ot / min      | 400 Nm při 1500-2000 ot / min |
| 2,0 BiTDI (CR) DPF | 2012-2016   | R4 16V | 1968 cm³       | 132 kW / 179 koní                        | 420 Nm                        |
| 3.0 TDi            | 2016-       | V6     | 3000 cm³       | 120-190 kW                               |                               |